# Monestir de Sant Miquel dels Reis

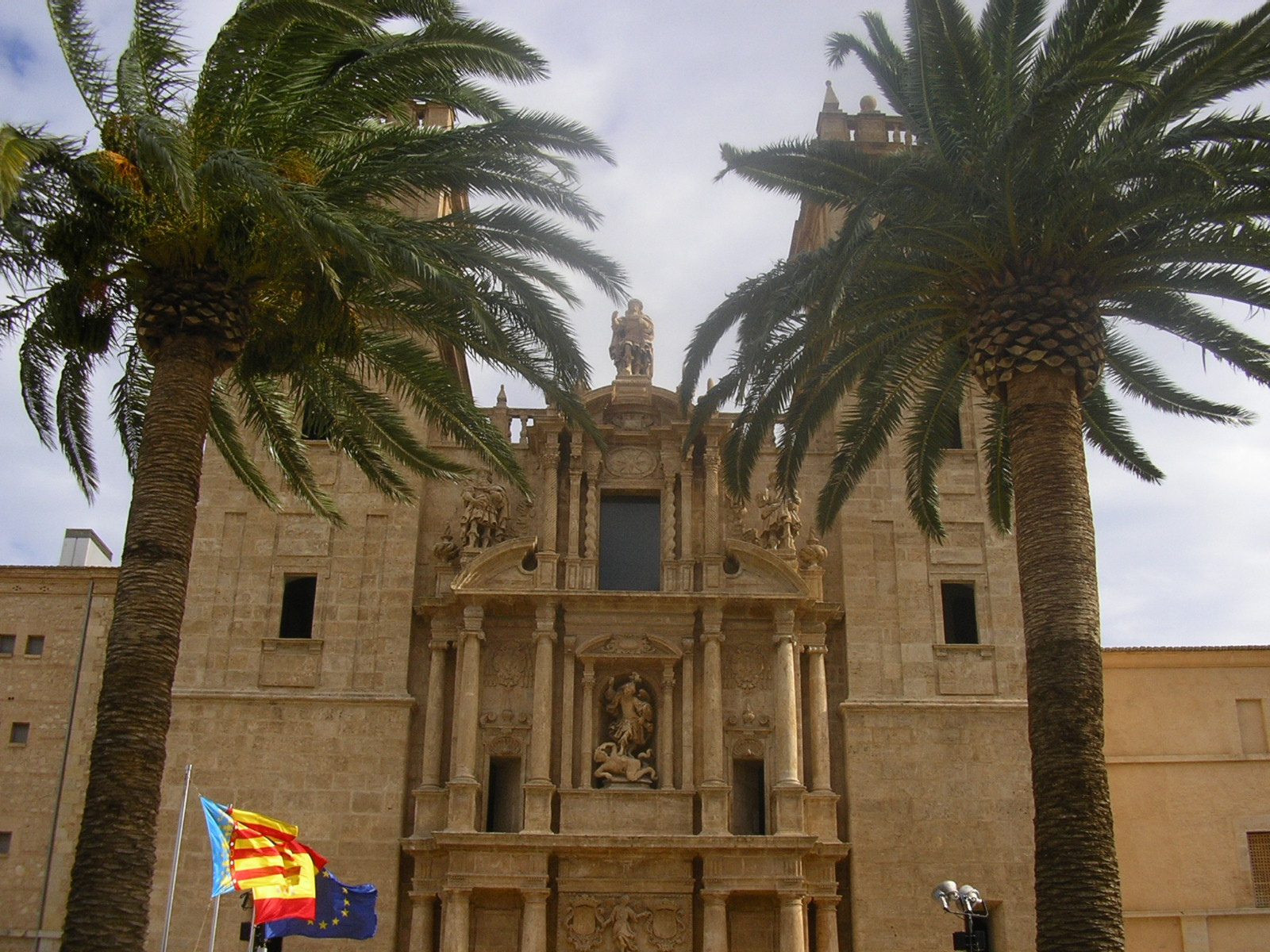
Façana principal del monestir

El monestir de Sant Miquel dels Reis és un monestir situat als afores de la ciutat de València, al barri dels Orriols, districte de Rascanya, a pocs metres de la fita amb Tavernes Blanques. És l'actual seu de la Biblioteca Valenciana.
Fundat al segle xvi pel duc de Calàbria sobre un antic monestir de l'orde del Cister, Sant Bernat de Rascanya, és una de les principals construccions del renaixement valencià. Segons alguns autors es considera antecedent del monestir d'El Escorial, sent com aquest, monestir jerònim, focus cultural i església commemorativa de la memòria del seu fundador.

## Història

### Orígens
El seu origen cal situar-lo en el monestir cistercenc de Sant Bernat de Rascanya. El 1371, Arnau d'Aranyó, abat de la Valldigna, comprà l'alqueria de Rascanya (d'origen islàmic); l'any 1383, Pere el Cerimoniós dona llicència per a la construcció. Les obres s'iniciaran l'any següent i s'acabaran el 1401.
El monestir seguia l'esquema bàsic dels monestirs de l'orde del Cister, una església amb una claustre adossat al qual s'adossaven la resta de les dependències monacals. Posteriorment les seues edificacions s'integraren al monestir jerònim, amb la desamortització desapareixeran les seues restes. Avui dia després de la restauració s'ha musealitzat una part del claustre primitiu.
Sant Bernat de Rascanya no va ser un gran monestir, construït amb materials modestos i sense problemes econòmics. A això es sumava que els monjos no seguien la regla cistercenca, arribant al punt que quan es decidí reconstruir-lo com a Sant Miquel dels Reis, només quedaven tres monjos.

### De Sant Miquel dels Reis fins a la Desamortització
És degut al testament de Germana de Foix pel qual es construí el nou monestir de Sant Miquel. Quan mor en 1536, disposa que volia ser soterrada a Sant Bernat de Rascanya, però que passés a mans de l'orde dels Jerònims. El seu marit, el duc de Calàbria, inicia les gestions oportunes per a complir amb el testament.
En 1545 aconsegueix de Pau III una butlla per la qual declara suprimida la comunitat cistercenca de Sant Bernat i el seu pas a l'orde de Sant Jeroni, el monestir passa a anomenar-se Sant Miquel dels Reis. Un anys després els jerònims en prendran possessió.
Ferran d'Aragó concebé la nova construcció com un monestir que integrara a més del mateix monestir, una escola d'art i teologia amb el suport de la seua important biblioteca personal i, clar, un panteó familiar.
El duc portà a València dos arquitectes importants, Alonso de Covarrubias i Joan de Vidaña, la primera pedra es posà el 1548, començant-se les obres pel claustre sud. El projecte de Covarrubias incloïa la reconstrucció de l'església cistercenca i la construcció d'un claustre al sud d'aquesta i conservava el claustre de Sant Bernat de Rascanya, quedant així un esquema rectangular amb l'església entre dos claustres.
La mort del duc de Calàbria el 1550 paralitzà les obres, deixant al monestir els seus béns i la seua valuosa biblioteca. Les obres no es reprendran fins a 1578, en què la comunitat decideix canviar els plans de Covarrubias per al claustre. El resultat d'açò és un gran claustre més auster i directament inspirat en el Pati dels Evangelistes d'El Escorial, les obres del qual les dirigí Pere d'Ambuesa. Es donà per finalitzat el 1607.
Posteriorment el 1623 s'inicien les obres de l'església, substituint l'anterior. És obra de Pere d'Ambuesa i s'acabà cap a mitjans de segle, encara que a finals d'aquest encara es treballava en l'ornament de la façana.
En 1723 comença la construcció del claustre nord, dirigit i projectat per fra Francesc de Santa Bàrbara. Només s'arribà a construir el cos est, destinat a refectori i cuina, però no s'utilitzà mai. A principis del segle xix l'obra es para i mai s'acabarà. Aquest nou claustre suposà l'enderroc de la major part del claustre gòtic del primer monestir.
Durant la Guerra del Francés Sant Miquel dels Reis va ser ocupat, i es robà part de la biblioteca deixada pel duc de Calàbria. En 1814 els monjos tornen al monestir.

### Desamortització i recuperació

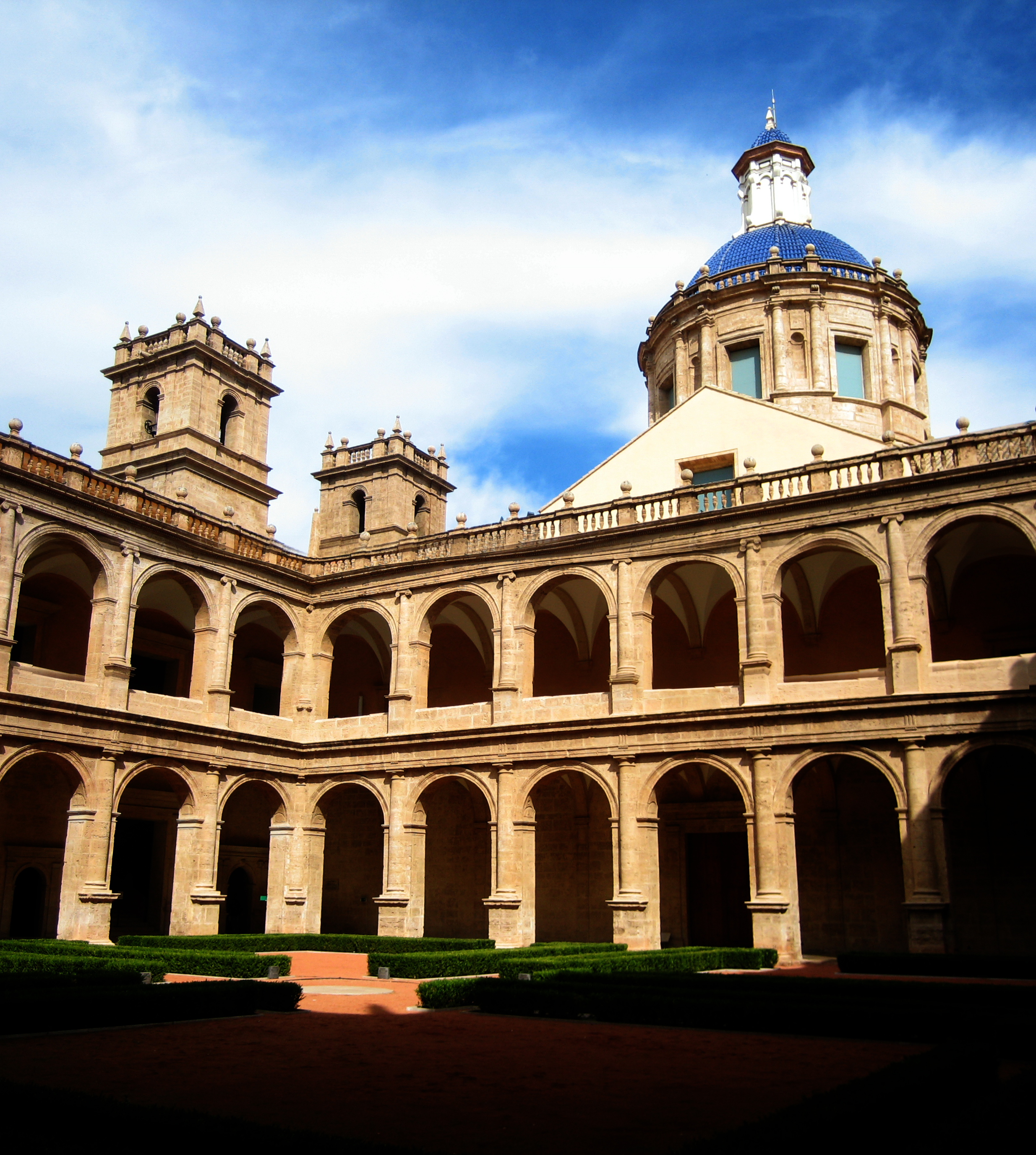
Claustre

Durant el Trienni Liberal es va produir en la primera desamortització, el 1821 amb els monjos fora el monestir es converteix en Casa de la Beneficència. Això no durarà molt, ja que el 1823 els monjos tornaran.
Però amb la Desamortització de Mendizábal de 1835 els monjos jerònims deixaren definitivament el monestir, passant aquest a l'Estat. Les obres d'art que quedaven passaren al Museu de Belles Arts de València i els llibres del duc de Calàbria a la biblioteca de la Universitat de València. En 1843 és subhastat i comprat per un particular. La intenció d'aquest era demolir-lo i vendre el material per a la construcció, però gràcies a l'acció de l'Ajuntament de València i l'Acadèmia de Belles Arts de Sant Carles el procés es paralitza. Aleshores es destina a asil de mendicitat, presó de dones provisional i magatzem.
En 1874 l'estat decideix la construcció d'un presidi. El projecte de Tomás Aranguren, no dut a terme completament, va suposar la construcció de 864 cel·les, ampliant-se amb 200 després. També s'hi construí un mur de tancament que envoltava tot el monestir amb torres de vigilància als cantons. El conjunt de les obres, finalitzades en 1886, va suposar una modificació greu de les estructures del monestir (però encara haguera pogut ser pitjor, ja que el pla inicial només preveia la conservació de l'església): s'alçaren dues galeries penitenciàries de nova planta al pati nord (donant-li forma quadrada), ací també es van enderrocar les últimes restes que quedaven en peu de l'antic claustre de Sant Bernat de Rascanya. El claustre sud també va ser ocupat per cel·les, la capella dels Reis i la sala on hi havia hagut la biblioteca del duc de Calàbria, desaparegueren. les voltes del sobreclaustre i les cel·les (dels monjos) de la banda est també van ser enderrocades. Els elements que més es respectaren van ser l'església, l'escala i les arqueries del claustre sud.
Després de la Guerra Civil Sant Miquel dels Reis es convertí en un dels principals centres de repressió de la ciutat.
El 1962 passa a mans de l'Ajuntament de València i de la Diputació, quatre anys després deixa d'usar-se com a presó.
Amb l'arribada de la democràcia es pensa a recuperar aquest monument, no serà fins al 1997 que s'inicien les obres de rehabilitació per finalitzar tres anys després com a nova seu de la Biblioteca Valenciana. La restauració ha rescatat els vestigis de Sant Bernat de Rascanya (claustre) que es conserven junt al claustre nord inacabat del monestir, amb la resta del monestir a més també es recuperen elements del presidi.

## Descripció arquitectònica

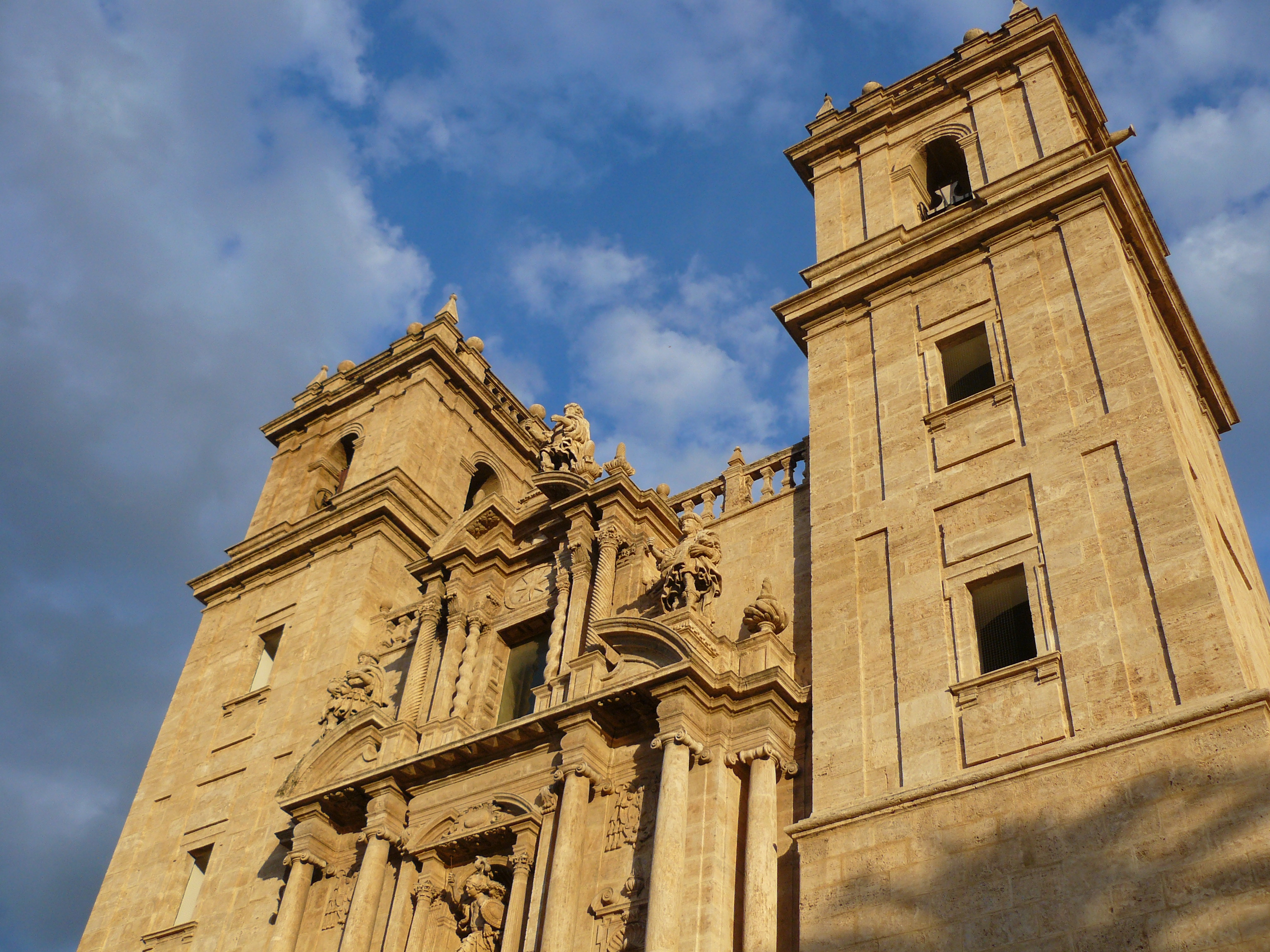
Façana i portada del monestir

- Església. L'any 1623 es decideix substituir l'antiga església cistercenca per una de nova i més gran, aprofitant-se els murs i els contraforts. L'obra la va dirigir Pere d'Ambuesa, acabant-se a mitjan segle, encara que a finals d'aquest s'estava treballant en les torres i decoració de la façana, dirigida per Raimon Capuz. Es va construir una església de destacades dimensions, de creu llatina amb capelles entre els contraforts, cúpula amb tambor sobre el creuer i un cor alt als peus. La nau es cobreix amb volta de canó, l'alçat interior es compon amb pilastres toscanes d'ordre gegant amb el fust amb acanaladures, amb el terç inferior amb l'acanaladura canviada.

La façana està flanquejada per dues torres dividides en tres cossos per cornises, al nivell inferior s'obri un buit rectangular, al segon dos i al superior està el cos de campanades, es rematen amb una decoració de boles i pinacles. La part central de la façana també està dividida en tres cossos: al nivell inferior s'obri la portada d'accés de llinda amb tres columnes toscanes sobre pedestals a cada costat, al superior també altres sis columnes (jòniques), tres a cada costat flanquejant una imatge de sant Miquel, i l'últim es va fer posteriorment per incorporar-hi sis columnes salomòniques i al mig una finestra rectangular. Fou la primera façana-retaule que es va fer a València.
Durant el segle xviii es feren treballs a l'interior del temple, el retaule major es va canviar per l'actual, fet a base d'una marqueteria de marbres de diferents colors, obra del monjo Josep Cavaller. L'enllosat del presbiteri també és d'aquesta època, obra de fra Atanasi de Sant Jeroni; aquest a més va fer tres retaules per a capelles laterals i la balustrada del front de les grades.
Sota l'altar major es troba el panteó on hi ha soterrats els fundadors del monestir, Germana de Foix i el duc de Calàbria.
- Claustre Sud: aquest claustre era el cor del monestir, al volant d'ell s'articulaven la resta de les dependències monacals. A més és una de les principals obres del renaixement valencià.

La seua construcció començà el 1548, sobre plans de Covarrubias i estant encarregat de l'obra Joan de Vidaña. En morir el duc el 1550 les obres es pararen i fins al 1571 no es reprengueren. El 1580 es canvia el projecte per un de més senzill inspirant-se en el claustre dels Evangelistes d'El Escorial, dirigia les obres Joan d'Ambuesa. S'acaba el 1607, sent un claustre amb dues galeries superposades amb set arcs per cada costat, la inferior és d'ordre toscà i la superior és d'ordre jònic.
Al voltant del claustre sud es disposen les diverses dependències:
Sala Capitular, el lloc de reunió dels monjos per llegir els capítols i tractar assumptes que afectaven a la comunitat. Està coberta amb volta de creueria rebaixada, per les seues dimensions serviria d'església mentre durés la construcció de l'actual.
Escala Imperial, construïda per Joan de Cambra és una de les grans construccions d'aquest tipus de tota València. Servia per comunicar els pisos del claustre i està coberta per una volta de canó amb cassetons.
Cel·les, situades a la primera planta en cadascuna de les portes figurava l'anagrama XPS o IHS i una xifra o una lletra que servien per a la seua identificació. Les cel·les eren individuals amb un balcó per il·luminar l'escriptori, amb molt pocs mobles.
- Claustre Nord: El 1763 es comença a construir el nou claustre damunt del lloc que havia ocupat l'antic claustret gòtic de Sant Bernat de Rascanya, dissenyat per fra Francesc de Santa Bàrbara, monjo arquitecte de Sant Miquel dels Reis. Només s'arribà a construir el cos est, on es van situar el nou refectori i la cuina, que mai van ser utilitzats. La resta, amb la cimentació feta, no s'acabà de construir mai, parant-se les obres a principis del segle xix.